# HD 153072
HD 153072，又名CD-3711131，SAO 208259、HR 6298，是一颗恒星，视星等为6.09，位于銀經347.32，銀緯3.1，其B1900.0坐标为赤經16h 52m 6.1s，赤緯-37° 3.1′ 53″。